# Горский, Альбин Степанович
Альбин Степанович Горский (15 февраля 1900, Киев — 13 октября 1960, Москва) — полковник Рабоче-крестьянской Красной Армии, участник Первой мировой, Гражданской, Великой Отечественной войн, дважды Краснознамёнец.

## Биография
Альбин Горский родился в 1900 году. Служил в царской армии, участвовал в боях Первой мировой войны. В 1918 году Горский был мобилизован в армию гетмана Скоропадского, служил рядовым в инженерном полку. В 1919 году перешёл на сторону Рабоче-крестьянской Красной Армии. Участвовал в боях Гражданской войны, будучи командиром 3-го эскадрона Красногусарского Заволжского полка. Неоднократно отличался в боях.
Приказом Революционного Военного Совета Республики № 144 от 19 июня 1922 года, командир 3-го эскадрона красногусарского Заволжского полка Альбин Горский был награждён орденом Красного Знамени РСФСР.
Этим же приказом Революционного Военного Совета Республики, командир 3-го эскадрона красногусарского Заволжского полка Альбин Горский, за отличия в бою 5 марта 1921 года под хутором Швецово-Шахово, был вторично награждён орденом Красного Знамени РСФСР.
После окончания Гражданской войны Горский продолжил службу в Рабоче-крестьянской Красной Армии. В 1937 году был уволен в запас. В 1941 году в связи с началом Великой Отечественной войны Горский повторно был призван в армию. Участвовал в боях Великой Отечественной войны. Первоначально был заместителем по строевой части командира 18-й танковой бригады. В феврале 1942 года на Западном фронте получил тяжёлую контузию, после чего на фронт уже не вернулся. 3 октября 1942 года назначен заместителем начальника Горьковского бронетанкового учебного центра, в августе 1943 года — начальником курса командного факультета Военной академии механизации и моторизации РККА имени И. В. Сталина, 17 декабря 1943 года — начальником курса академических курсов усовершенствования офицерского состава (АКУОС) при Военной ордена Ленина академии бронетанковых и механизированных войск Красной Армии имени И. В. Сталина. Уволен в запас по болезни с правом ношения военной формы с особыми отличительными знаками на погонах приказом № 0678 МВС от 5 мая 1949 года.
Умер 13 октября 1960 года. Похоронен на Кузьминском кладбище в Москве.

## Воинские звания
- майор (14.03.1936, приказ НКО № 00223/п);
- подполковник (27.12.1941, приказ НКО № 04486);
- полковник (12.10.1942, приказ НКО № 06221).

## Награды
- орден Ленина (24.06.1948, орден № 71903)[3];
- три ордена Красного Знамени (19.06.1922[2], орден № 5374, 19.06.1922[2], орден № 381 «2», 03.11.1944[4], № 2339 «3»);
- орден Отечественной войны I степени (05.05.1945, орден № 131361)[5];
- медаль «За оборону Москвы» (22.06.1945)[6];
- медаль «За победу над Германией в Великой Отечественной войне 1941—1945 гг.» (06.1945)[7];
- юбилейная медаль «XX лет Рабоче-Крестьянской Красной Армии» (1938 год);
- медаль «В память 800-летия Москвы» (1947).